# Logisztika
A logisztika anyagok, információk, személyek, energia rendszereken belüli és közötti áramlásának tervezése, szervezése, irányítása, ellenőrzése. Leggyakrabban a katonaságnál és az üzleti életben használják. A logisztika a görög logosz szóból származik, jelentése értelem, számítás, tervezés, ok.
Más nézetek szerint a logisztika nem csak az anyagáramlások optimalizálása, illetve az ehhez szükséges erőforrások biztosítása, koordinálása, hanem tudomány is. E szerint a nézet szerint a logisztika olyan interdiszciplináris tudomány, amely a logisztika területét érintő valamennyi társtudomány, szakma eddigi és legaktuálisabb ismereteit szintetizálja, azokat saját céljai érdekében egy sajátságos rendszerbe rendezi és ezen tudományok és szakmák már meglévő eljárásait, módszereit alkalmazza folyamatai optimalizálására.
Más megközelítésben: a logisztika a globalizációs hatás egyik immanens elemeként újraértelmezett rendszerszemlélet és gyakorlati eljárási módszer. A maga interdiszciplináris értékrendjével olyan, a kezdetben nálunk megtelepedett multik (hozzáadott értékteremtő kultúrája) által gerjesztett hazai szolgáltatási igény-kielégítésre irányuló pozitív elmozdulást eredményezett, amely mára már az egyik legfontosabb régiós szinten megvizsgálandó stratégiai területek közé "küzdötte fel magát"!

## A logisztika céljai

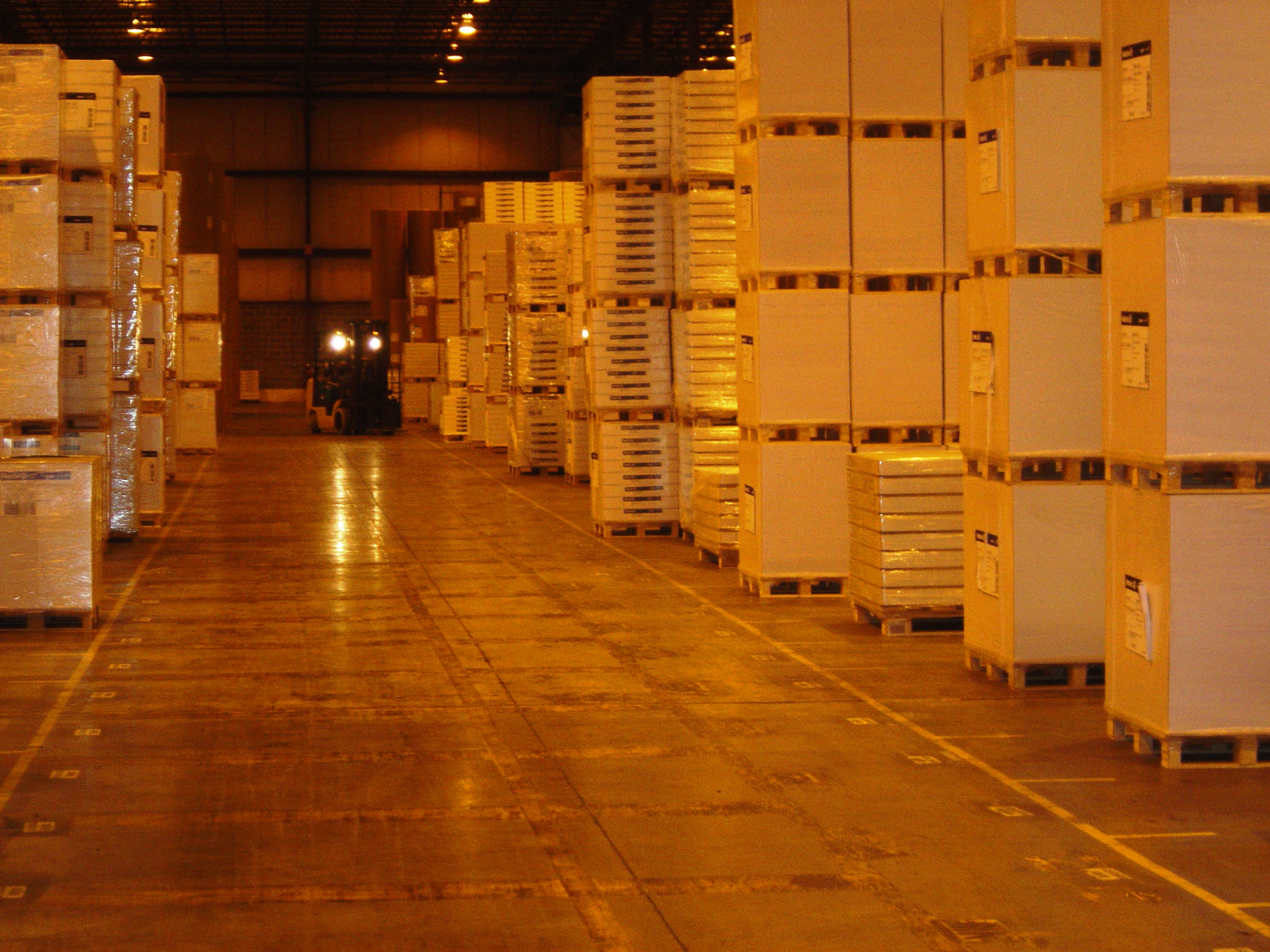
Egy amerikai raktár

A logisztika célja bonyolult folyamatok hatékonyabbá tétele, a gazdasági folyamatokban az áruegységre jutó költségek csökkentése. A logisztika létrejöttét a gazdasági élet alapvető szűkössége és gazdasági verseny tette elengedhetetlené – a magas energia és nyersanyag árak, a hitel felvételek magas kamatai, a modern sokszereplős piacok. A logisztika tökéletesítése a vállalkozás egészére nézve az elsődleges fontosságú feladatok között van, mivel a logisztikai költségek az összköltségek akár 40%-át is kitehetik.
A logisztika céljai között tartják számon a termelés, és az értékesítés támogatását, az értéknövelő szolgáltatások biztosítását, ill. a vevőkiszolgálás színvonalának folyamatos javítását. Ezek együttese adja a logisztikai teljesítményt, amely a logisztikai célfüggvény alapján számszerűsíthető.

## A logisztika feladatai
A logisztika legfőbb feladatát általában a 7M- vagy a 9M-elv (vagy 9M-funkció) mentén szokás meghatározni. Ezek alapján nem csak a költség-, mennyiség-, és időtényezők kerülnek súlypontba.

### A 7M-elv
- megfelelő minőség
- megfelelő anyag
- megfelelő költség
- megfelelő helyen
- megfelelő mennyiség
- megfelelő információval ellátva
- megfelelő vevőnek

### A 9M-elv
Ez az elv a logisztika feladatát, küldetését határozza meg.
A felsorolt tényezők egyforma súllyal esnek latba, amikor a 9M-elv a logisztika feladataként azt határozza meg, hogy:
- a megfelelő információ
- a megfelelő anyag
- a megfelelő energia
- a megfelelő személyek jussanak el
- a megfelelő mennyiségben
- a megfelelő minőségben
- a megfelelő időpontban
- a megfelelő helyre
- a megfelelő költséggel.

## A vállalati logisztika területei
Azt a folyamatot, amivel logisztika a vállalaton belül általában foglalkozik, négy részre oszthatjuk:
- Beszerzési (vagy ellátási) logisztika

A beszerzési logisztika áll a gazdasági folyamatok kezdeténél: biztosítja azokat a  bemeneti készleteket, amelyek a termelés (vagy tágabb értelmezésben más szolgáltatás)  elvégzéshez szükségesek.
- Termelési (vagy gyártási) logisztika

A termelési logisztika gondoskodik arról, hogy a termelési folyamatban az anyagáramlás zökkenőmentesen valósuljon meg.
- Értékesítési logisztika

Az értékesítési logisztika a vállalati logisztika harmadik főegysége, és a termelés után egészen a vevő átvételéig tart.
- Hulladékkezelési (gyűjtési, újrahasznosítási stb.) logisztika

A hulladékkezelési logisztika az értékesítési piactól a beszerzési piac irányába vizsgálja a hulladékok és csomagoló eszközök áramlását, miközben azok minél nagyobb arányú újrahasznosítására törekszik.

## Logisztikai költségek

### Költségek közötti konfliktusok
Egyes területeken a költségek csökkentése más területeken a költségek növekedését eredményezheti. Ez általában a kapacitások túllépéséből adódik. Például ha a szállítási költségeket csökkentjük, akképpen hogy ritkábban szállítunk, akkor – azonos anyagszükséglet mellett – nagyobb raktárkapacitásra lesz szükségünk a termelés kiszolgálásra a következő beérkezésig.
Így a logisztikában a szükségletek lehető legalacsonyabb költségű kielégítését a lehető legideálisabb kapacitás kihasználással érhetjük el.

## A logisztika fő formái
A logisztikának két fő formája van: az egyik az anyagok optimális és stabil áramlását biztosítja fuvarozási útvonalak és raktározási pontok hálózatának segítségével; a másik koordinálja az erőforrások sorrendjét egy projekt végrehajtásának érdekében.
A folyamatos áramlást biztosító rendszerek általában számos szempontból optimalizáltak: igyekeznek elkerülni az objektumok hiányát (katonai rendszerek esetében különösen ilyen az üzemanyag és a muníció), minimálisan tartják a fuvarozási költséget, alacsonyan tartják az időt, ami egy objektum megszerzéséhez szükséges vagy alacsonyan szinten tartják a tárhelyek foglaltságát (idő és hely szempontjából, hogy csökkentsék a nagy tárolt mennyiségekből eredő veszteségeket).
Nagy elosztási láncokban napjainkban a trend az, hogy ezen célokat egyes termékekre alkalmazzák ahelyett, hogy az egész rendszert egy cél alapján próbálnák hatékonyabbá tenni. Ezt legtöbbször az teszi lehetővé, hogy az egyes termékeket leíró tervek legtöbbször adott raktárakra vonatkoznak, és ezek helyét illetve használatát dönti el az alkalmazott stratégia.
A folyamatos áramlású elosztási rendszerek alapvető optimalizálási módszere a minimális feszítőfa algoritmusok használata arra, hogy leírjuk a fuvarozási hálózatot, és abban raktár-pontokat helyezzünk el, melyek a minimális, átlagos vagy maximális igények kiszolgálására vannak méretezve.
Gyakran az igényeket az adott raktár fuvarozási kapacitása korlátozza. Ha egy raktár forgalma meghaladja a tárolási vagy bejövő kapacitását akkor a raktár csak arra használható, hogy a fuvarozási rendszer csúcsterheléses időszakaiban kiegyenlítse az adott idő alatt végzett szállítások számát, ezzel csökkentve a fuvarozási rendszer csúcsidőszaki terhelését.
A project logisztika szakértői elemzik a sorrendet melyben egy adott projekt bizonyos erőforrásokat használni fog. Ezen alapulva megszervezik az erőforrások szállítását úgy, hogy azok akkor érkezzenek meg, amikor rájuk szükség van. Általában ezek a tervezések kritikus út analízissel dolgoznak.
A másik nézet szerinti interdiszciplinaritást több társtudomány és szakma kapcsolódása biztosítja. Ilyen társtudományok és szakmák: a marketing, a közlekedéstudományok, a minőségbiztosítás, az egyéb innovatív műszaki tudományok, a kontrolling, a matematika, a rendszertechnika és informatika, a gazdaságtan, a vezetéselmélet, az automatizálás, a HR, és a pszichológia.

## Legfőbb területei
A logisztika legfőbb területei:
- beszerzés, alapanyagellátás
- csomagolás
- elosztási, áruterítési kommunikáció
- készletgazdálkodás és irányítás
- raktározás
- szállítás és forgalom előrejelzés
- anyagmozgatás
- rendelésfeldolgozás és kommunikáció
- informatikai háttér
- üzem és raktárelhelyezés
- visszárukezelés
- vevőszolgálati szintek
- selejtezés

Mint a fentiekből is kitűnik, a mai modern logisztikában bár alapvető jelentőségű a raktár- és készletgazdálkodás, ill. a kapacitásához igazított szállítás, de nem egyedüli meghatározó tényező.
A modern logisztika azonban már nem korlátozódik csak a vállalaton belüli folyamatok megszervezésére és működtetésére. A logisztika alapjain fejlődött ki az ellátási lánc menedzsment (Supply Chain Management – SCM) – erről bővebben abban a szócikkben.

## A logisztika története

### A hadászatban
A logisztika első megfogalmazása az emberiség egyik első nagy ívű, bonyolult műveletében, a hadászatban jelent meg.
Az ókori Görögországban, Római és a Bizánci Birodalomban is kialakultak olyan tisztek akik tulajdonképpen a logisztika mai felfogásához hasonló feladatot végeztek: a seregek élelemmel való ellátásáról és elszállásolásáról, illetve a készletek elraktározásáról gondoskodtak. Nevük is már utalt a mai leszármazott jelentésre: „logistikas” vagy ”logisták”. Elnevezésükben a logos görög szó, melynek jelentése értelem, számítás, ok.
Tevékenységüknek irodalma is keletkezett az idők során.
VI. (Bölcs) León bizánci császár (aki Kr. u. 866-tól 912-ig élt) a Háború művészetének összefoglaló magyarázata című művében a logisztikáról így ír:
A logisztika dolga, hogy a hadsereget zsolddal ellássa, a feladatnak megfelelően felfegyverezze és elossza, védelmi és harci eszközökkel felszerelje a hadművelet minden igénye szerint, időben és jól.
Vagyis már elméleti megfogalmazásban is megjelenik a logisztika legfontosabb tényezői: a költség, a tér és az idő.
A nagy nemzetállamok létrejötte 18. században, a napóleoni háborúk és más kiterjedt konfliktusok a hadseregek létszámának jelentős növekedését hozták, ahol az óriási anyag- és élelmiszerszükségletek biztosítása az eddigieknél is nagyobb hangsúlyt kapott.
A második világháborúra már 10 amerikai katonából csupán 3 vett részt közvetlenül a harcokban , a többi a kiterjedt hadigépezet logisztikai biztosításának feladatát látta el.